# Louis St-Laurent
Pour les articles homonymes, voir Saint-Laurent.
Louis-Stephen St-Laurent (baptisé Louis-Étienne), né le 1er février 1882 à Compton (Québec), mort le 25 juillet 1973 à Québec, est un avocat, professeur et homme d'État canadien. Il est le 12e premier ministre du Canada du 15 novembre 1948 au 21 juin 1957.

## Biographie

### Jeunesse et carrière
Louis St-Laurent est né à Compton, dans les Cantons de l'est, au Québec, d'un père canadien-français et d'une mère d'origine irlandaise. Il grandit en étant complètement bilingue. Il fit ses études et obtint des diplômes au Séminaire Saint-Charles (en 1902) a Sherbrooke et à l'Université Laval (en 1905) à Québec. On lui offrit une bourse Rhodes après sa diplômation de l'Université Laval en 1905, mais il la refusa. En 1908, il épousa Jeanne Renault (1886-1966) avec qui il eut deux fils et trois filles.
St-Laurent commença sa carrière comme avocat de 1905 à 1914 et devint ensuite professeur de droit à l'Université Laval. Il pratiqua le droit corporatif et constitutionnel au Québec et devint un des conseillers les plus respectés au pays. Il fut président de l'Association du Barreau canadien de 1930 à 1932.
Son père, un petit commerçant de Compton, était un partisan dévoué du Parti libéral du Canada et était particulièrement épris de Wilfrid Laurier. Louis St-Laurent hérita des affiliations politiques de son père mais, bien que partisan libéral, demeura à l'écart de la politique active pour la plus grande partie de sa vie, se concentrant d'abord sur sa carrière d'avocat et sa famille. Il devint l'un des avocats les plus en vue du Québec et était tellement estimé qu'on lui offrit un poste au cabinet du premier ministre conservateur Arthur Meighen en 1926. Il est bâtonnier du Québec de 1929 à 1930.

### Carrière politique

#### Ministre dans le cabinet de Mackenzie King

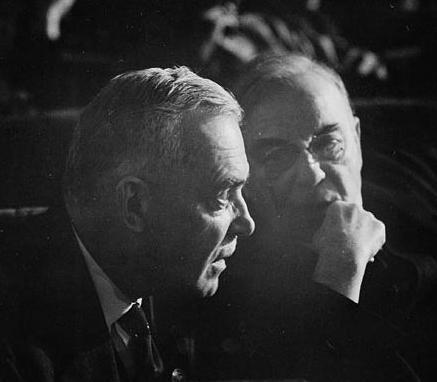
Mackenzie King et St-Laurent à la Conférence de San Francisco, mai 1945

Ce ne fut que vers l'âge de 60 ans qu'il consentit enfin à se lancer en politique lorsque le premier ministre libéral William Lyon Mackenzie King en appela à son sens du devoir en 1941. Ayant grandement besoin de ministres solides venant du Québec, le premier ministre King recruta Saint-Laurent dans son cabinet de temps de guerre pour le nommer au poste de ministre de la justice après la mort de son lieutenant québécois, Ernest Lapointe. St-Laurent consentit à se rendre à Ottawa avec l'entente que son incursion en politique était temporaire et qu'il reviendrait au Québec lorsque la guerre serait terminée.
St-Laurent appuya la décision de King d'imposer la conscription en 1944, malgré l'opposition de la plupart des Canadiens français (voir crise de la conscription (1944)). Son appui fit en sorte que seuls quelques députés libéraux québécois quittèrent le parti, et était donc crucial à l'unité du parti et du gouvernement.

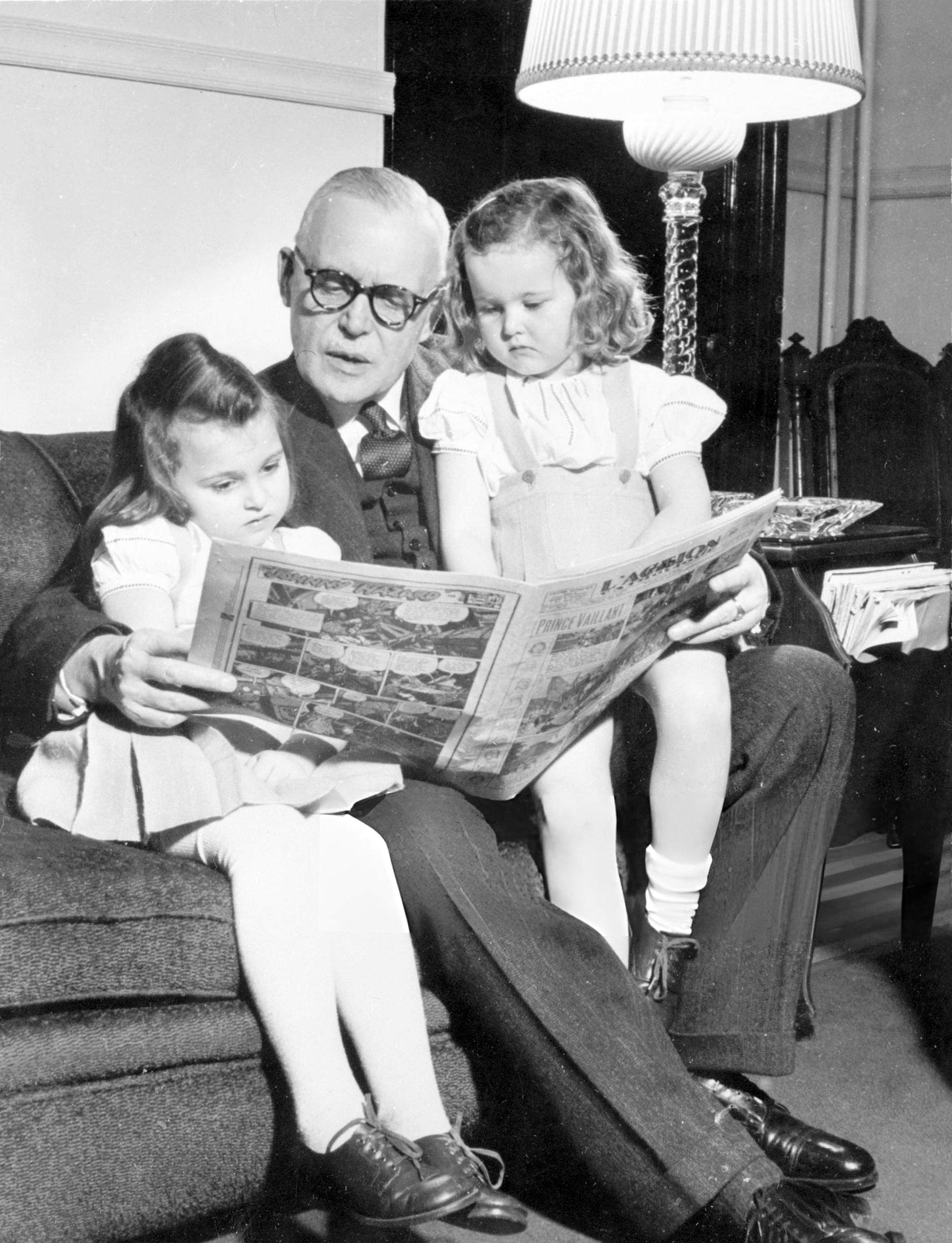
Louis St-Laurent et ses petits-enfants durant la fête de Pâques, 1948

King vint à voir St-Laurent comme le ministre en qui il avait le plus confiance et son successeur naturel. Il le convainquit qu'il était de son devoir de rester dans le gouvernement après que la guerre fut terminée, afin d'aider à la construction d'un nouvel ordre international d'après-guerre. King le nomma donc secrétaire d'état aux Affaires extérieures en 1945, un dossier que King avait jusque-là toujours gardé pour lui-même. Dans ce nouveau rôle, St-Laurent représenta le Canada à la conférence de Dumbarton Oaks et à la conférence de San Francisco, qui menèrent à la fondation de l'Organisation des Nations unies (ONU).
Lors de ces conférences, St-Laurent prôna l'adoption d'une force militaire onusienne et était poussé par sa conviction que l'ONU serait inefficace en temps de guerre et de conflit armé sans quelque moyen militaire d'imposer sa volonté. Cette force qu'il proposa serait utilisée dans des situations qui demandaient à la fois du tact et de la puissance pour préserver la paix ou prévenir le combat. En 1956, cette idée fut actualisée par St-Laurent et son secrétaire d'état aux Affaires extérieures, Lester B. Pearson, lors du développement des troupes de « maintien de la paix » de l'ONU, qui aidèrent à mettre fin à la crise du canal de Suez. Cela n'empêcha guère la mort dans des circonstances non-élucidées de l'ambassadeur du Canada en Égypte d'Herbert Norman le 4 avril 1957.
Voyant approcher a fin de son temps à la tête du Parti libéral, King persuada St-Laurent qu'il était de son devoir de lui succéder en tant que chef du parti et premier ministre afin d'assurer l'unité du parti et du pays. Cela continuerait également la tradition du Parti libéral qui veut qu'il alterne entre chefs anglophones et francophones.

#### Premier ministre du Canada

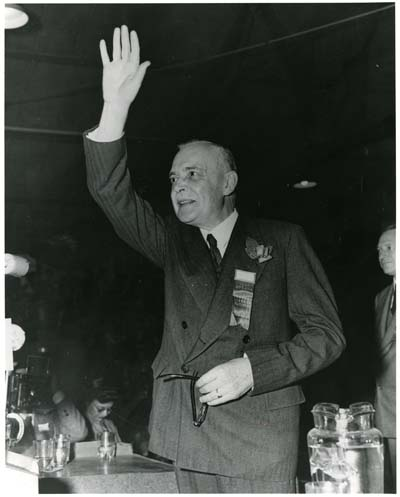
Louis St-Laurent élu chef du Parti libéral du Canada, 7 août 1948

En 1948, King prit sa retraite et persuada ses ministres d'appuyer la nomination de St-Laurent à la tête du Parti libéral en août 1948. St-Laurent fut él, et devint chef du parti et premier ministre du Canada.

À l'élection fédérale de 1949, qui suivit son accession à la tête du parti et du pays, plusieurs, même des libéraux, se demandaient si cet homme timide et réservé, d'une digne allure de grand-père, attirerait la population d'après-guerre du Canada. 

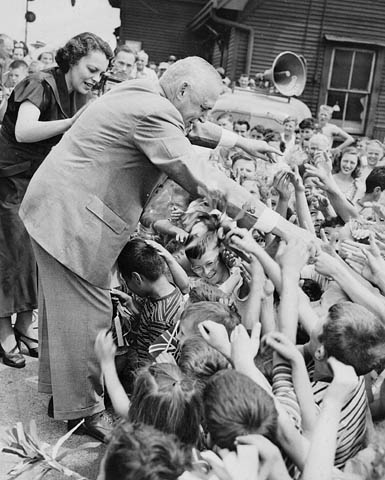
« L'oncle Louis ne peut pas perdre! »

En campagne électorale, l'image de St-Laurent fut développée pour en faire un « personnage », ce qu'on considère être la première « image médiatique » utilisée en politique canadienne. St-Laurent jasait avec des enfants, prononçait des discours en manches courtes et possédait une allure d'homme ordinaire qui séduisit les électeurs. Lors d'un évènement de la campagne de 1949, il débarqua du train et gravita vers un groupe d'enfants sur la plateforme, et commença à leur faire la conversation. Un reporter publia un article intitulé « "Uncle Louis" peu pas perdre! » (« L'oncle Louis » ne peut pas perdre!) ; il acquit ainsi le surnom de "Uncle Louis" dans les médias anglophones. Grâce à toute cette imagerie populaire, il mena son parti à la victoire électorale face au Parti progressiste-conservateur, dirigé par George Drew.
Sa réputation en tant que premier ministre impressionnait. Exigeant de tous ses ministres et députés qu'ils soient travailleurs, il travaillait dur lui-même. Il était réputé pour être aussi compétent dans certains dossiers ministériels que les ministres détenant ces dossiers.

##### Politique étrangère
St-Laurent et son cabinet présidèrent à l'expansion du rôle international du Canada dans le contexte de l'après-guerre. Son désir explicite était que le Canada occupe dans le monde un rôle de « puissance moyenne » sur les plans social, militaire et économique.

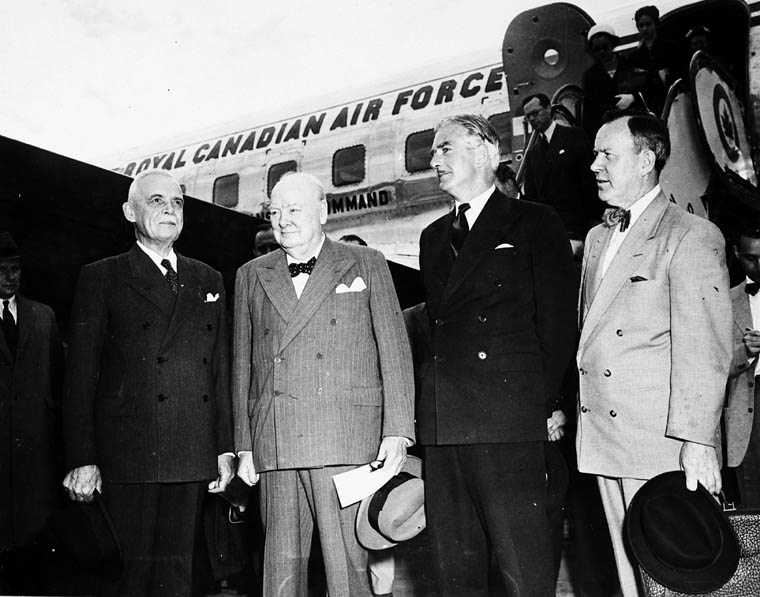
St-Laurent (à gauche) et Lester Pearson (à droite) accueillent Winston Churchill (à droite de St-Laurent) et Anthony Eden lors d’une visite en 1954.

Sur la question militaire, St-Laurent était un grand partisan et une force motrice de l'établissement de l'Organisation du traité de l'Atlantique nord en 1949, jouant le rôle d'architecte et de signataire du document du traité. Son implication dans une telle organisation marqua une séparation avec le style de Mackenzie King, qui avait toujours été réticent à se joindre à une alliance militaire. Sous sa direction, le Canada appuya les Nations unies dans la guerre de Corée et engagea la troisième plus grande contribution aux troupes, vaisseaux et avions des forces de l'ONU dans le conflit. S'inspirant de Laurier, chef libéral tant admiré par son père, par exemple pour de la manière qu'il s'occupa de la seconde guerre des Boers en Afrique du Sud en 1899, et désirant éviter par-dessus tout une autre crise de la conscription comme celles vécues au Canada en 1917 et en 1944, les troupes envoyés en Corée furent sélectionnés sur une base strictement volontaire. Il évita ainsi le conflit anglais-français, qui avait divisé le pays lors de la participation canadienne aux deux guerres mondiales, et de s'attirer la colère d'une portion grandissante de la population canadienne, qui s'opposait à la guerre, ce qui avait ravagé deux générations successives.
En 1956, sous sa direction, le secrétaire d'état aux Affaires extérieures, Pearson, aida à résoudre la crise du canal de Suez entre le Royaume-Uni, la France, Israël et l'Égypte en mettant de l'avant la position de 1946 de Saint-Laurent pour une force militaire sous le contrôle de l'ONU. Certains affirment que les actions de St-Laurent et Pearson auraient évité une guerre nucléaire. Ces actions furent reconnues en 1957, lorsque Pearson reçut le prix Nobel de la paix.
St-Laurent appuya très rapidement la proposition du premier ministre britannique Clement Attlee de transformer le Commonwealth britannique d'un club de dominions à majorité blanche en un partenariat multiracial. Les dirigeants des autres « dominions blancs » étaient moins enthousiastes. C'était St-Laurent qui proposa la formule reconnaissant le roi George VI comme chef du Commonwealth comme moyen de permettre à l'Inde de demeurer membre de l'association internationale une fois transformée en république.

##### Politique intérieure
Le gouvernement dirigé par St-Laurent fut modérément progressiste et financièrement conservateur en remboursant la totalité de la dette accumulée par le Canada au cours des deux guerres mondiales et la Grande Dépression à l'aide des surplus générés par les impôts, dont l'armée n'avait plus besoin. Avec les revenus restants, St-Laurent présida à l'expansion des programmes sociaux du Canada, incluant la création du Conseil des Arts du Canada, et l'expansion graduelle des programmes de bien-être social telles que les allocations familiales, les pensions de retraite, le financement gouvernemental de l'éducation post-secondaire et une forme primitive d'assurance-maladie (appelée « assurance-hôpital » à l'époque), qui jeta les bases du système d'assurance-maladie de Tommy Douglas en Saskatchewan et du système d'assurance-maladie national de Pearson dans les années 1960. De plus, il modernisa et établit de nouvelles politiques sociales et industrielles pour le pays pendant son temps au poste de premier ministre.

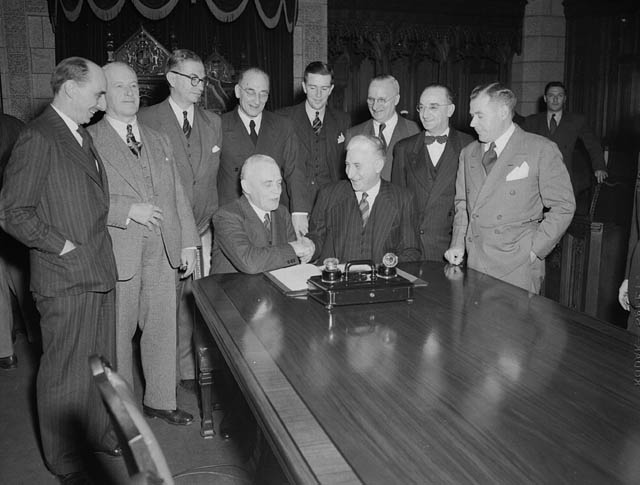
Le premier ministre Louis S. St-Laurent et l'honorable A. J. Walsh se serrent la main après la signature de l'entente admettant Terre-Neuve dans la Confédération.

En 1949, St-Laurent institue la Commission royale d'enquête sur l'avancement des arts, des lettres et des sciences au Canada, qui débouchera notamment sur la création de la Bibliothèque nationale du Canada, le déménagement à Montréal et l'agrandissement de l'Office national du film et le début du financement fédéral des universités.
La même année, il met fin à la pratique de porter des causes canadiennes en appel au comité judiciaire du Conseil privé de la Grande-Bretagne, faisant de la Cour suprême du Canada le dernier recours d'appel disponible aux canadiens. Cette même année, il négocie une nouvelle version de l'Acte de l'Amérique du Nord britannique de 1949, qui donne au Parlement du Canada l'autorité de modifier des parties de sa constitution. De plus, cette même année, suivant deux référendums locaux, St-Laurent et Joseph R. Smallwood, négocient l'entrée de Terre-Neuve dans la confédération canadienne. En 1952, St-Laurent nomme Vincent Massey au poste de gouverneur général, la première personne née en sol canadien à occuper ce poste. Chacune des actions susmentionnées ont depuis été considérées comme significatives pour la cause de l'autonomie canadienne vis-à-vis du Royaume-Uni, ainsi que le développement d'une identité nationale sur la scène internationale.
En 1956, invoquant l'autorité d'imposition accordée au gouvernement fédéral par la constitution, le gouvernement de St-Laurent introduisit la politique des « paiements de péréquation », qui redistribue les revenus d'impôts et de taxes entre les provinces dans le but de venir en aide aux provinces les plus pauvres dans la livraison de services et programmes gouvernementaux . Cette décision est considérée par plusieurs comme une bonne contribution à la solidification de l'unité nationale, particulièrement dans sa province natale du Québec. Le gouvernement se lança également dans des travaux publics et des projets d'infrastructure massifs tels la construction de la route transcanadienne (1949), la voie maritime du Saint-Laurent (1954) et le pipeline transcanadien. Ce dernier devait semer les premières graines qui mènèrent à la chute de son gouvernement lors du débat sur le pipeline.
St-Laurent fut d'abord très bien accueilli par le public canadien, mais en 1957, l'« Oncle Louis » et son gouvernement commençaient à avoir l'apparence fatiguée, vieillie et déconnectée. Le gouvernement était perçu comme trop près du milieu des affaires. Le débat sur l'oléoduc en 1956 créa l'impression répandue que les libéraux étaient devenus arrogants au pouvoir lorsque le gouvernement imposa le bâillon à de nombreuses occasions afin de mettre un terme au débat et s'assurer que le projet de loi sur l'oléoduc serait adopté à la date prévue. Les canadiens de l'Ouest se sentaient particulièrement ignorés par le gouvernement et avaient l'impression que les libéraux faisaient des courbettes à l'Ontario, au Québec et aux États-Unis. L'opposition accusa le gouvernement d'accepter des contrats inutilement coûteux qui ne pouvaient jamais complétés à l'heure, mais l'oléoduc fut finalement complété avant l'échéance prévue en coûtant moins cher que prévu. Le tollé qui s'ensuivit au parlement impressionna l'électorat de façon durable et fut un facteur décisif dans la défaite du gouvernement aux mains de John Diefenbaker lors de l'élection de 1957. Ironiquement, le conservateur Diefenbaker promit d'être plus dépensier que les libéraux sortants, qui firent campagne sur une plateforme qui promettait de tenir la route du conservatisme fiscal qu'ils avaient suivie tout au long du mandat de St-Laurent dans les années 1940 et 1950.
St-Laurent, de 1951 jusqu’à la fin de son mandat, fut le premier chef du gouvernement canadien à habiter dans la résidence officielle actuelle du premier ministre, au 24, promenade Sussex.

### Défaite électorale en 1957
Le gouvernement de St-Laurent subit une défaite électorale aux mains de Diefenbaker aux élections de 1957. La défaite fut marquée par la controverse au sein du Parti libéral et du parlement. Les libéraux récoltèrent une plus grande portion des suffrages populaires que les progressistes-conservateurs (40,75 % aux libéraux contre les 38,81 % accordés au PC), mais ces derniers remportèrent tout de même un plus grand nombre de sièges à la Chambre des communes en faisant élire 112 députés sur les 265 sièges  (42 %) contre les 104 sièges des libéraux (39,2 %). Certains ministres voulaient que St-Laurent demeure en poste en offrant de former un gouvernement minoritaire ; ils suivaient la logique qu'ils avaient l'appui du vote populaire et que leur expérience de gouvernance plus récente feraient d'eux un gouvernement minoritaire plus efficace que les conservateurs même si leur minorité parlementaire était plus petite.
Une autre option en circulation dans le parti voyait la balance du pouvoir entre les mains des 25 députés du Parti social démocratique(CCF) ou des 15 députés du Parti Crédit social. Certains encourageaient St-Laurent à tendre la main aux sociaux-démocrates à au moins 4 des 6 députés indépendants ou de partis mineurs afin de former un gouvernement de coalition, qui détiendrait une faible majorité avec 134 sièges (50,1 % des sièges). Toutefois, St-Laurent jugea que la nation avait rendu un verdict à l'endroit de son gouvernement et de son parti, et il démissionna du poste de premier ministre plutôt que d'être perçu comme quelqu'un qui s'accrochait au pouvoir coûte que coûte.

### Retraite
Après une courte période en tant que chef de l'opposition, St-Laurent, âgé de plus de 75 ans, n'avait plus la motivation nécessaire pour être actif en politique. En 1958, il annonça son intention de se retirer de la politique et du poste de chef libéral. Il fut remplacé à la tête du Parti libéral par son ancien secrétaire d'état aux Affaires extérieures et représentant à l'ONU, Lester Pearson.
Après sa retraite de la politique, St-Laurent revint pratiquer le droit et mena tranquillement une vie privée avec sa famille. Pendant sa retraite, il fut appelé une dernière fois à être sous le regard du public lorsque, à l'occasion de la création de cette distinction en 1967, il fut fait compagnon de l'Ordre du Canada, le plus grand honneur pouvant être accordé à un civil au Canada.

### Mort
St-Laurent décéda le 25 juillet 1973 à Québec et fut enterré au cimetière Saint-Thomas-d'Aquin dans sa ville natale de Compton.

## Archives
Les archives de Louis St-Laurent sont conservées à Bibliothèque et Archives Canada. Elles comprennent notamment 162,21 mètres linéaires de documents textuels, 74 disques sonores et 1257 photos.

## Hommages
- La circonscription fédérale de Louis-Saint-Laurent dans la région de Québec lui rend hommage.
- L'avenue Louis-St-Laurent a été nommée en son honneur en 2006 dans la ville de Québec.